# Le danger vient de l'espace
Pour plus de détails, voir Fiche technique et Distribution.
Le danger vient de l'espace (titre original : La morte viene dallo spazio) est un film de science-fiction franco-italien réalisé par Paolo Heusch et Mario Bava, et sorti en 1958.
Le film débute alors que c'est bientôt l'heure zéro au Cap Shark en Australie, alors que l'Union Soviétique et les États-Unis ont allié leurs connaissances scientifiques respectives pour mettre au point un programme spatial : un homme va, pour la première fois, être propulsé vers la Lune. C'est le début de l'ère interplanétaire mais lors de la phase de transfert de la Terre vers le corps céleste la mission échoue et la fusée devient incontrôlable. La cabine est éjectée in extremis pour revenir sur Terre avec à son bord le scientifique. Pendant ce temps, la fusée poursuit seule son voyage jusqu'à ce que son moteur nucléaire explose près d'une ceinture d'astéroïdes. De cet implosion, un gros astéroïde est détourné de sa trajectoire et se dirige droit vers la planète Terre. Toutes les nations joignent alors leurs forces pour envoyer dans l’espace un barrage de tir de missiles nucléaires en vue de détruire l'objet qui annihilerait toute vie sur terre.
Il s'agit du premier film de science-fiction sérieux réalisé en Italie (quelques comédies de science-fiction telles que Mille chilometri al minuto! de Mario Mattoli lui sont antérieurs). Il raconte la menace que représente une pluie d'astéroïdes pour la planète Terre, anticipant le genre apocalyptique.

## Synopsis
Depuis le cap Shark, dans le désert australien, les Nations unies lancent une fusée atomique pour une mission lunaire avec équipage, mais l'un des moteurs tombe en panne. Le pilote américain, John MacLaren, désengage la capsule de sauvetage et retourne sur Terre. Cependant, la fusée atomique continue sa route et finit par exploser dans l'amas d'astéroïdes Delta. Lorsque MacLaren insiste pour rester au Cap Shark afin d'apporter son aide, sa femme Mary, qui a le mal du pays, prend leur fils et repart aux États-Unis sans lui.
L'ingénieur Peter Leduq, un homme à femmes vantard, parie qu'il peut séduire sa collègue frigide Katie Dandridge en l'embrassant dans les six jours, sans savoir qu'elle peut l'entendre par l'interphone. Elle repousse ses premières avances, mais lui permet de l'embrasser alors qu'ils travaillent toute la nuit pour calculer les résultats de l'explosion de la fusée. Lorsqu'elle se rend compte tardivement que son amour est motivé par un pari, elle a le cœur brisé, ne se rendant pas compte qu'il a dans le même temps développé des sentiments sincères pour elle.
L'explosion de la fusée déloge les astéroïdes de leur orbite. Ils fusionnent en un amas géant qui se dirige vers la Terre. Pour aggraver la situation, les scientifiques découvrent que l'amas passera devant la Lune, provoquant des grandes marées qui inonderont les régions côtières. À mesure que l'amas s'approche, il provoque des catastrophes mondiales : raz-de-marée, ouragans, tempêtes de feu et tremblements de terre. Les évacuations massives provoquent panique et émeutes.
Alors qu'elle cherche une solution, Dandridge craque sous la pression et Leduq prend sa relève, révélant son côté sensible et solidaire. Au dernier moment, MacLaren a l'idée d'armer tous les missiles de la Terre d'une ogive nucléaire et de les tirer tous sur l'amas. En raison du changement climatique provoqué par l'amas, la climatisation de Cape Shark doit être maintenu à sa puissance maximale afin de conserver une température suffisamment basse pour que l'ordinateur de la base puisse déterminer toutes les données de tir. MacLaren retrouve sa famille. Mary explique qu'ils ont attendu la dernière minute pour embarquer dans l'avion dans l'espoir qu'il les rejoigne, et qu'ils ont entendu l'annonce de la catastrophe de l'astéroïde et sont retournés à Cape Shark.
Le Dr Randowsky, scientifique, est convaincu que le chaos provoqué par l'amas est un châtiment divin pour punir les humains d'avoir fait usage de missiles nucléaires. Il désactive la climatisation, rendant ainsi l'ordinateur inopérant, et utilise un pistolet pour repousser tous ceux qui s'approchent pour le remettre en état. MacLaren, Leduq et Herbert Weisser, un ami de MacLaren, se précipitent sur Randowsky, et Weisser est mortellement touché. Randowsky n'a plus de munitions et s'électrocute accidentellement en fuyant MacLaren et Leduq. L'ordinateur est redémarré et les dernières données de tir sont transmises. Les missiles sont lancés, détruisant l'amas et sauvant la Terre.

## Fiche technique
- Titre français : Le danger vient de l'espace[2]
- Titre original : La morte viene dallo spazio[3]
- Réalisation : Paolo Heusch, Mario Bava
- Scénario : Marcello Coscia, Sandro Continenza, d'après une histoire de Virgilio Sabel (it)
- Photographie : Mario Bava
- Montage : Otello Colangeli
- Musique : Carlo Rustichelli
- Décors : Beni Montresor
- Producteur : Guido Giambartolomei (it), Samuel Z. Arkoff
- Société de production : Royal Film, Compagnie française cinématographique Lux
- Société de distribution : Lux Film
- Pays de production :  Italie |  France
- Langue originale : italien
- Format : Noir et blanc — 35 mm — 1,37:1 — Son mono
- Genre : science-fiction
- Durée : 82 minutes (1 h 22)
- Dates de sortie :
  - Italie : 5 septembre 1958 (Rome) / 10 septembre 1958 (Milan) / 13 septembre 1958 (Turin)
  - France : 15 juillet 1959
- Affiche : Gilbert Allard (France)

## Distribution
- Paul Hubschmid (VF : Roland Ménard) : John McLaren
- Fiorella Mari (VF : Marcelle Lajeunesse) : Mary McLaren
- Madeleine Fischer (VF : Paule Emanuele) : Katy Dandridge
- Ivo Garrani (VF : Jean-Claude Michel) : Prof. Herbert Weisse
- Gérard Landry (VF : Michel Gudin) : Randowsky
- Dario Michaelis (it) (VF : Paul-Émile Deiber) : Peter Leduq
- Peter Meersman (VF : Marcel Lestan) : Général van Dorff
- Jean-Jacques Delbo (VF : lui-même) : Sergueï Boetnikov
- Massimo Zeppieri : Dennis McLaren
- Annie Berval : Assistante
- Giacomo Rossi-Stuart (VF : Jacques Thébault) : Stuart
- Livio Lorenzon (VF : Henry Djanik) : Gen. Krasnov
- Gianni Solaro (VF : Georges Hubert) : le général français

## Le premier film de science-fiction italien?

Paul Hubschmid joue le rôle de John McLaren.

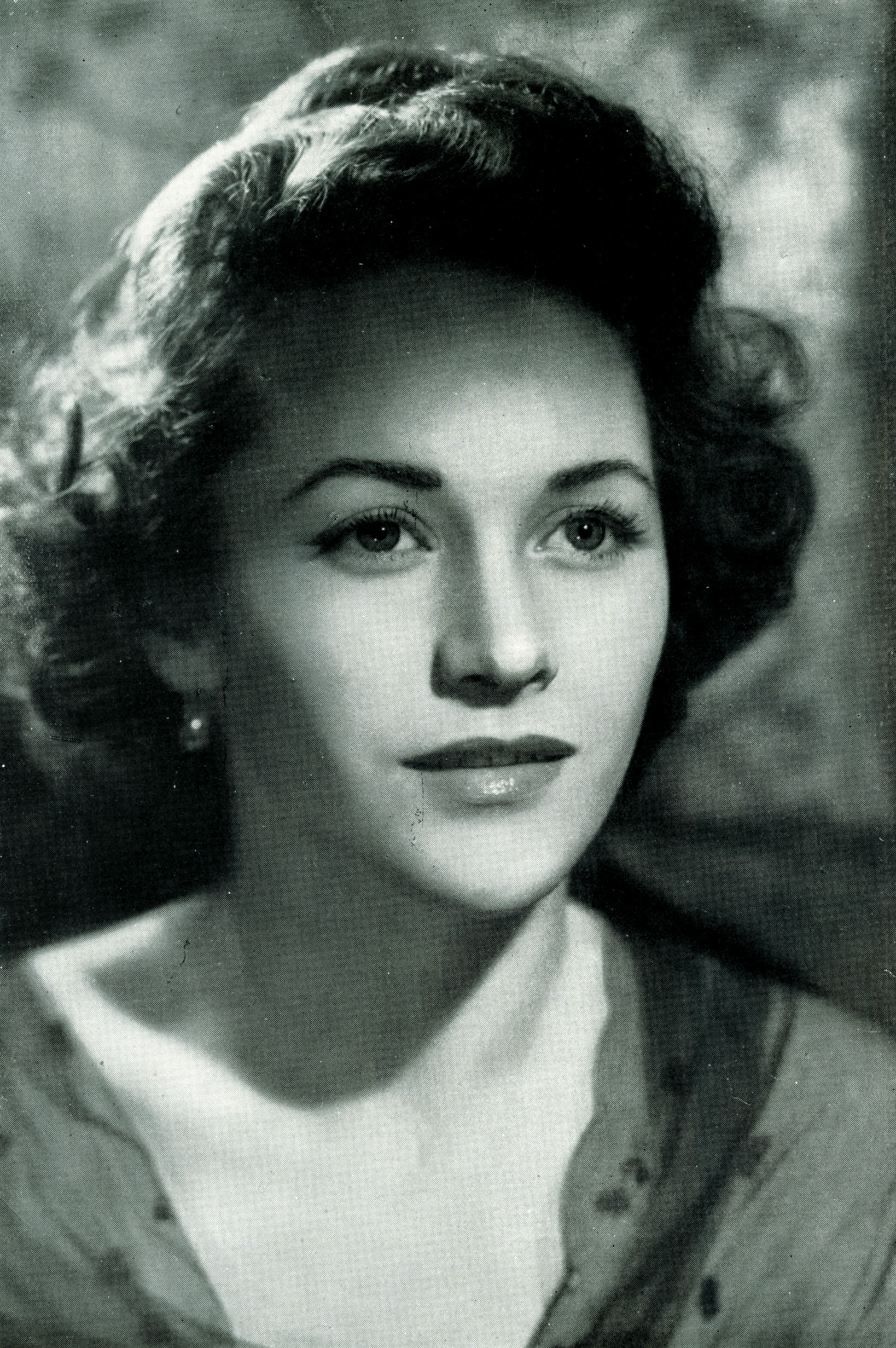
Fiorella Mari joue le rôle de Mary McLaren.

Madeleine Fischer joue le rôle de Katy Dandridge.

S'il est difficile d'établir une date précise pour la naissance de la science-fiction italienne au cinéma, beaucoup évoquent 1958, année de sortie du Danger vient de l'espace. C'est en effet le premier film italien dramatique et non burlesque que l'on peut rattacher au genre ; pour la première fois, l'intrigue de science-fiction y est mise au premier plan plutôt qu'en arrière-plan. Les comédies de science-fiction remontent quant à elle au tout début du cinéma italien, à commencer par le court-métrage Un matrimonio interplanetario (1910) d'Enrico Novelli, une comédie qui raconte l'histoire d'une liaison amoureuse entre un terrien et une belle martienne, déclenchée par l'observation d'un télescope et nourrie par des signaux radiotélégraphiques.
Parmi les premières expressions de la science-fiction cinématographique — non seulement italienne mais européenne — on cite parfois également Les Aventures extraordinaires de Saturnin Farandoul (1913), un film fantastique comique tourné à Turin, interprété et réalisé par Marcel Fabre et adapté du roman d'Albert Robida, une aventure sur le modèle des Voyages extraordinaires de Jules Verne mais sans aucune prétention scientifique. Un film perdu de 1920, Il mostro di Frankenstein réalisé par Eugenio Testa, premier film d'horreur italien, peut également être considéré comme l'un des tout premiers films de science-fiction en Italie, puisque dans l'intrigue, selon Paolo Mereghetti, « un scientifique réussit à se faire une place dans le monde de la science et de la technologie ».
En 1921, en pleine période du cinéma muet, André Deed (connu en italien pour son personnage comique Cretinetti) écrit, réalise et interprète L'uomo meccanico, l'un des tout premiers films de l'histoire du cinéma centré sur un robot (en l'occurrence télécommandé) et le premier à mettre en scène une confrontation entre un bon et un mauvais robot. La bambola vivente (1924) de Luigi Maggi reprend également le thème de l'automate.
En 1939, le premier film sonore de genre, Mille chilometri al minuto! — une excursion farfelue dans le fantastique signée Mario Mattoli — mettait en scène l'un des premiers vols vers la planète Mars, qui fut cependant interrompu presque dans l'œuf : au lieu d'atteindre la planète rouge, en raison d'une erreur de calcul dans la trajectoire de la fusée qui les transportait, le couple d'amoureux s'est écrasé sur Terre quelques jours après le lancement.
Des éléments de science-fiction sont présents dans les films d'espionnage et de propagande fasciste Lotte nell'ombra (1938) de Domenico Gambino ou La casa senza tempo (1943) d'Andrea Forzano. C'est toutefois dans les années 1950 que la science-fiction commence à connaître le succès en Italie : la science-fiction littéraire italienne est reconnue comme un genre en 1952, avec la publication des premières revues spécialisées, Scienza fantastica et Urania ; c'est également la même année que naît le terme italien de « fantascienza ».
Un autre des premiers films italiens parfois désignés comme de la « science-fiction » est Baracca e burattini (1954) réalisé par Sergio Corbucci, inspiré par le magazine du même nom de Maccari et Amendola. Il raconte l'histoire d'un habitant de la Lune qui, s'étant écrasé sur Terre à la suite d'une expérience atomique, donne vie à une marionnette en la suppliant de l'introduire dans le monde des hommes.
La seconde moitié des années 1950 est aussi un âge d'or pour le cinéma de science-fiction outre-Atlantique, et Le danger vient de l'espace de Paolo Heusch fait partie d'une veine d'origine clairement américaine. Certains films de science-fiction américains antérieurs, comme Les Envahisseurs de la planète rouge, ne sont sortis qu'en 1957 en Italie et ont connu un succès financier considérable. Le film Totò nella luna qui sort quelques semaines après Le danger vient de l'espace met d'ailleurs en scène Totò dans une parodie d'un autre film américain de science-fiction de ces années-là : Destination... Lune ! (1950) d'Irving Pichel.

## Production

### Genèse et développement
Le développement du film Le danger vient de l'espace a commencé au début de 1958. On ne sait pas qui a eu l'idée de développer un film de science-fiction. Le réalisateur crédité du film est Paolo Heusch, qui avait fait ses débuts de réalisateur avec Un homme facile, un drame de la boxe tourné la même année. Parmi les acteurs, on trouve le Suisse Paul Hubschmid, qui avait joué le rôle principal dans Le Monstre des temps perdus (1953) sous le nom de Paul Christian, ainsi que Giacomo Rossi Stuart, dont c'était le premier film avec Bava.

### Tournage
Selon Ivo Garrani, membre de l'équipe, Le danger vient de l'espace a été « entièrement réalisé par Bava. En réalité, Paulo Heusch n'a pas fait grand-chose sur le plateau », ce que confirme également l'assistant de production Armando Govoni, qui déclare que Le Masque du démon n'était « pas le premier film de Bava, il avait déjà réalisé un film pour Paolo Heusch auparavant ».
Bava n'était pas seulement le chef opérateur et le concepteur des effets spéciaux du film, mais il était également responsable de la réalisation la plus impressionnante du film : la manipulation de séquences d'actualités existantes pour raconter l'histoire d'une catastrophe mondiale imminente qui n'a jamais eu lieu — une tâche qui rappelle les fausses actualités de la Seconde Guerre mondiale qu'il avait concoctées avec son père à l'Istituto Luce.
Le biographe de Bava, Tim Lucas, a déclaré que près de 60 % du film était constitué d'images d'archives documentant des dizaines d'événements sans rapport entre eux. Parmi les effets spéciaux créés par Bava pour le film, on trouve un certain nombre de verres peints utilisant des extraits de magazines, dont une image de Moscou (avec un minaret issu des pages du National Geographic), ou encore la photo d'un télescope issu de Popular Science. Pour filmer la grande sphère entourée d'un halo dans le ciel de la ville, Bava a projeté des diapositives de monuments mondiaux sur un écran de soie opaque avec une lumière brute derrière. Lucas commenta que l'objet ressemblait à « une grande éponge dont on aurait arraché des morceaux ». Le plan fut ensuite superposé à de multiples plans que Bava prit avec la caméra Mitchell de son père, enroula le film et tourna de nombreux plans supplémentaires avec des modèles de fusées de jardin et de fabrication artisanale.

### Musique
La musique du film a été réalisée par Carlo Rustichelli, qui rendait compte directement à Bava lors de l'élaboration de la musique du film, et qui a expliqué que « généralement, c'était le réalisateur qui choisissait le compositeur, en accord avec les éditeurs musicaux et parfois avec le producteur ou le scénariste » . La musique du film a été créée à l'aide d'instruments acoustiques et électroniques et d'appareils non musicaux. Le compositeur a expliqué qu'il « est entré dans le studio d'enregistrement avec un extincteur, un mixeur et un aspirateur, pour réaliser ces effets sonores spéciaux ». Rustichelli a déclaré plus tard : « Il était difficile de créer un nouveau son pour ce genre particulier ; vous devez vous rappeler qu'il s'agissait d'une science-fiction très rudimentaire ; ce n'était pas 2001 ou La Guerre des étoiles ». Rustichelli travaillera à nouveau avec Bava sur Le Corps et le Fouet (1963) et Six Femmes pour l'assassin (1964).

## Exploitation
Le danger vient de l'espace est sorti en Italie le 4 septembre 1958,. Il enregistre 986 842 entrées, ce qui totalise 150 millions de lires italiennes. Il est sorti en France distribué par la Compagnie française cinématographique Lux, la filiale française de Lux Film, le 15 juillet 1959.

### Accueil critique
À l'époque de sa sortie, A. Albertazzi écrivit que « l'intrigue est très ingénieusement conçue et la tension que l'action suscite augmente et ne diminue pas jusqu'à la conclusion ».
Le site Fantafilm écrit que le film, « excellemment photographié par Mario Bava [...], tout en restant confiné dans la sphère simple et conventionnelle d'un catastrophisme de première manière, se situe néanmoins bien au-dessus de la moyenne par rapport à des productions contemporaines similaires — y compris américaines — pour le soin et la validité avec lesquels les décors, les plateaux et les effets sont réalisés ».